# Peřovec kukaččí
Peřovec kukaččí (Synodontis multipunctatus) je paprskoploutvá ryba z řádu sumci (Siluriformes) a čeledi peřovcovití (Mochokidae). Vyskytuje se endemicky ve východoafrickém jezeře Tanganika. Obývá bahnité dno až do hloubky přinejmenším 100 metrů. Dosahuje délky až 27,5 cm. Živí se plži bahenkami (Neothauma) a dalšími živočichy žijícími při dně.
Své české jméno ryba získala podle hnízdního parazitismu. Peřovci kukaččí totiž kladou své jikry mezi jikry třoucích se tlamovců, ti je sesbírají a mláďata peřovců se vyvíjejí v jejich tlamách. Mláďata peřovců se líhnou dříve než mláďata hostitelských cichlid a požírají jejich jikry a plůdek. Jedná se o jedinou rybu, o níž je znám tento způsob parazitismu.